# Гуевехар
Гуевехар (ісп. Güevéjar) — муніципалітет в Іспанії, у складі автономної спільноти Андалусія, у провінції Гранада. Населення — 2455 осіб (2010).
Муніципалітет розташований на відстані близько 350 км на південь від Мадрида, 9 км на північ від Гранади.

## Демографія
Динаміка населення (INE ):

## Галерея зображень

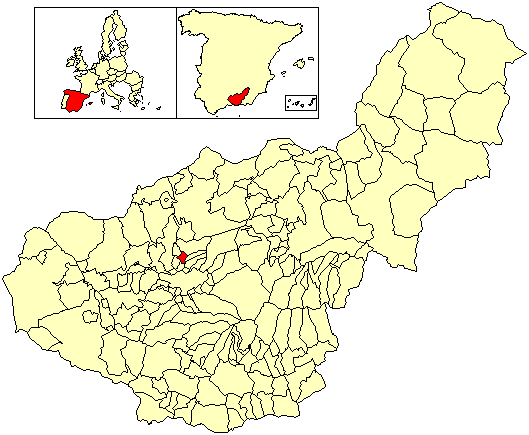
Розташування муніципалітету Гуевехар у провінції Гранада